# Base Svea

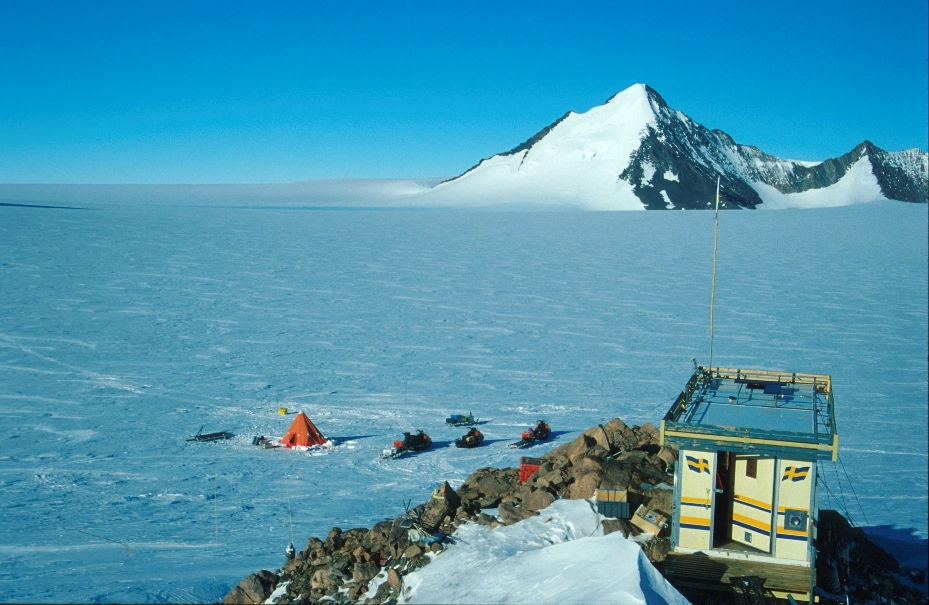
Base Svea en 2001.

La base Svea (en sueco: Forskningsstationen Svea) es una estación de investigación de Suecia en la Antártida. Está ubicada a 400 km de la costa de la Princesa Marta en un valle de la cordillera Heimefront de la Tierra de la Reina Maud. La base sirve de auxiliar a la base Wasa. Es la primera base sueca en la Antártida desde la construcción en 1949 de la Base Maudheim.
La estación está a cargo de la Secretaría de Investigación Polar Sueca (Polarforskningssekretariatet) y sólo tiene actividad durante el verano antártico. El nombre de la base recuerda a un antiguo nombre de Suecia. La estación de investigación fue construida por la expedición antártica sueca de 1987-1988. Fue la base principal de la expedición en el verano de 1992 a 1993, cuando fue ampliada para incluir un módulo para uso residencial, taller y almacenamiento de contenedores. La estación fue construida con dos contenedores de fibra de vidrio y tiene una superficie de 12 m². Tiene espacio para camas para cuatro investigadores y una pequeña antesala.
La base Svea está diseñada para pequeños equipos que participan en trabajos de campo. Se realizan allí programas de monitoreo geodésicos utilizando la tecnología GPS y sismógrafos, implementados por el Instituto Alfred Wegener de Alemania.
En 1991 se inició un proyecto ambiental con el fin de adquirir los conocimientos básicos sobre el entorno natural en el área donde están las bases Wasa, Aboa y Svea. El proyecto se ejecuta en cooperación con Finlandia y el conocimiento adquirido será la base para un plan de gestión conjunta de las actividades de Suecia y Finlandia en la zona.